# Diego Gómez Manrique de Lara (m. 1385)
Diego Gómez Manrique de Lara y Toledo (p. m. s. XIV – Aljubarrota, Portugal, 14 de agosto de 1385) fue un noble castellano, repostero mayor del rey Juan I, VII señor de Amusco y adelantado mayor de Castilla.

## Biografía
Era el tercer hijo de Garci Fernández Manrique, V señor de Amusco, y de Teresa Vázquez de Toledo y Carrillo. En 1363, tras la muerte de su padre, recibió la mitad de la casa de Villa-Damián, cierta renta de pan en Paredes y la mitad de las compras que habían realizado sus progenitores.
Durante la Guerra de los Dos Pedros se unió al bando de Enrique II de Trastámara, que buscaba destronar a Pedro I de Castilla. En 1378 fue designado repostero mayor del infante heredero Juan, futuro Juan I, y al año siguiente el monarca Enrique II le cedió la villa de Ocón.
Desde entonces comenzó a concentrar en su persona un ingente patrimonio. Así, en 1380 adquirió por compra, concretamente a cambio de 88 000 maravedíes, las localidades de Ribas y Poblacioneja, antes pertenecientes a Álvar López de la Serna. Al mismo tiempo, el monarca Juan I le concedía Navarrete y al año siguiente lograba hacerse con el mayorazgo de Treviño y las villas de Villoslada, Lumbreras y Ortigosa, las cuatro heredadas de su hermano Pedro Manrique. También obtuvo, por entonces, la concesión del cargo de adelantado mayor de Castilla.
En 1382 se convirtió, gracias a las donaciones de su tío Gómez Manrique (arzobispo de Toledo), en VII señor de Amusco y propietario de la mitad de Redecilla del Camino. Al año siguiente también recibió de la monarquía la villa de San Pedro y asistió a las Cortes de Valladolid, donde juró las capitulaciones matrimoniales de Juan I con la infanta Beatriz, hija del rey de Portugal.
Murió en la batalla de Aljubarrota el 14 de agosto de 1385, mientras apoyaba a Juan I en hacer valer sus derechos sobre el trono portugués.

## Matrimonio y descendencia
Redactó testamento el 24 de julio de 1381, y en él dejó todos los bienes que tenía en posesión de su sobrino Garci Fernández Manrique. No obstante, no fue preciso usarlo, porque Diego Gómez Manrique casó con Juana de Mendoza y tuvo dos hijos: Pedro Manrique —que finalmente sería quien lo terminaría sucediendo— y una niña de la cual se desconoce el nombre pero que falleció en 1388 a corta edad.